# Felsbilder an der Mündung der Rivière du Pérou

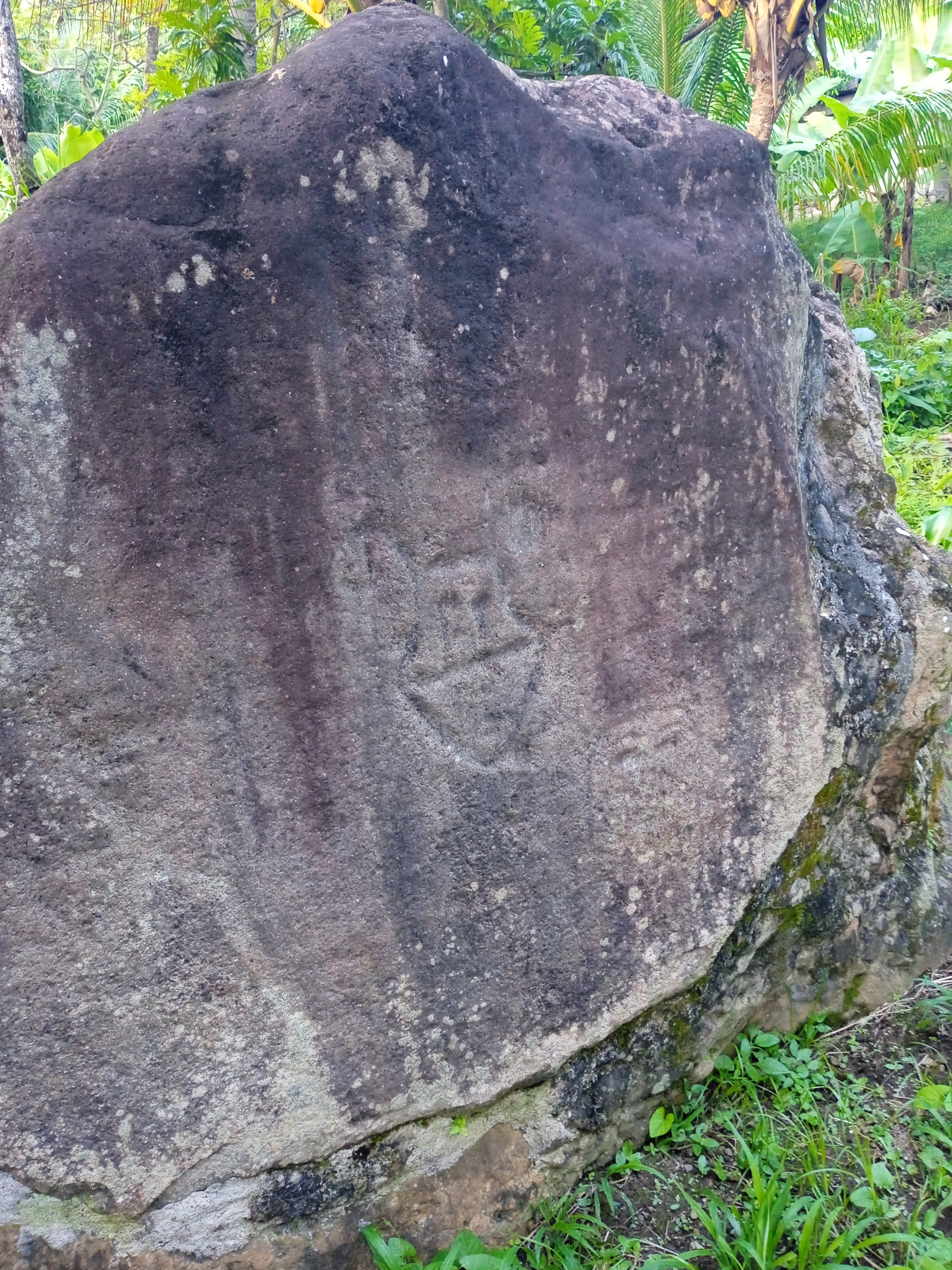
Felsritz-Zeichnung am Fluss Pérou.

Die roches gravées à l’embouchure de la rivière du Pérou (dt.: Gravierte Felsen an der Mündung des Rivière du Perou) sind Felsbilder aus Präkolumbischer Zeit in Capesterre-Belle-Eau, in Guadeloupe (Frankreich). Die Vulkaninsel (Basse-Terre) verfügt über das wichtigste Ensemble von Felsbildern der Kleinen Antillen.
Die Stätte ist seit dem 30. November 2015 als Monument historique eingetragen.

## Erscheinungsbild
Die Felsbilder befinden sich auf drei gravierten Felsen an der Mündung des Rivière du Pérou in einem sumpfigen Gebiet. Sie tragen insgesamt vierundzwanzig Gravuren. Einer der Felsen wurde gesprengt, so dass die Petroglyphen nur zu sehen sind, wenn man unter den Felsen kriecht. Die beiden anderen Felsen liegen einander gegenüber und bilden einen Korridor (couloir). Wie in der Grotte de Morne-Rita, sind bei zwei der gravierten Gesichter Tränen dargestellt.

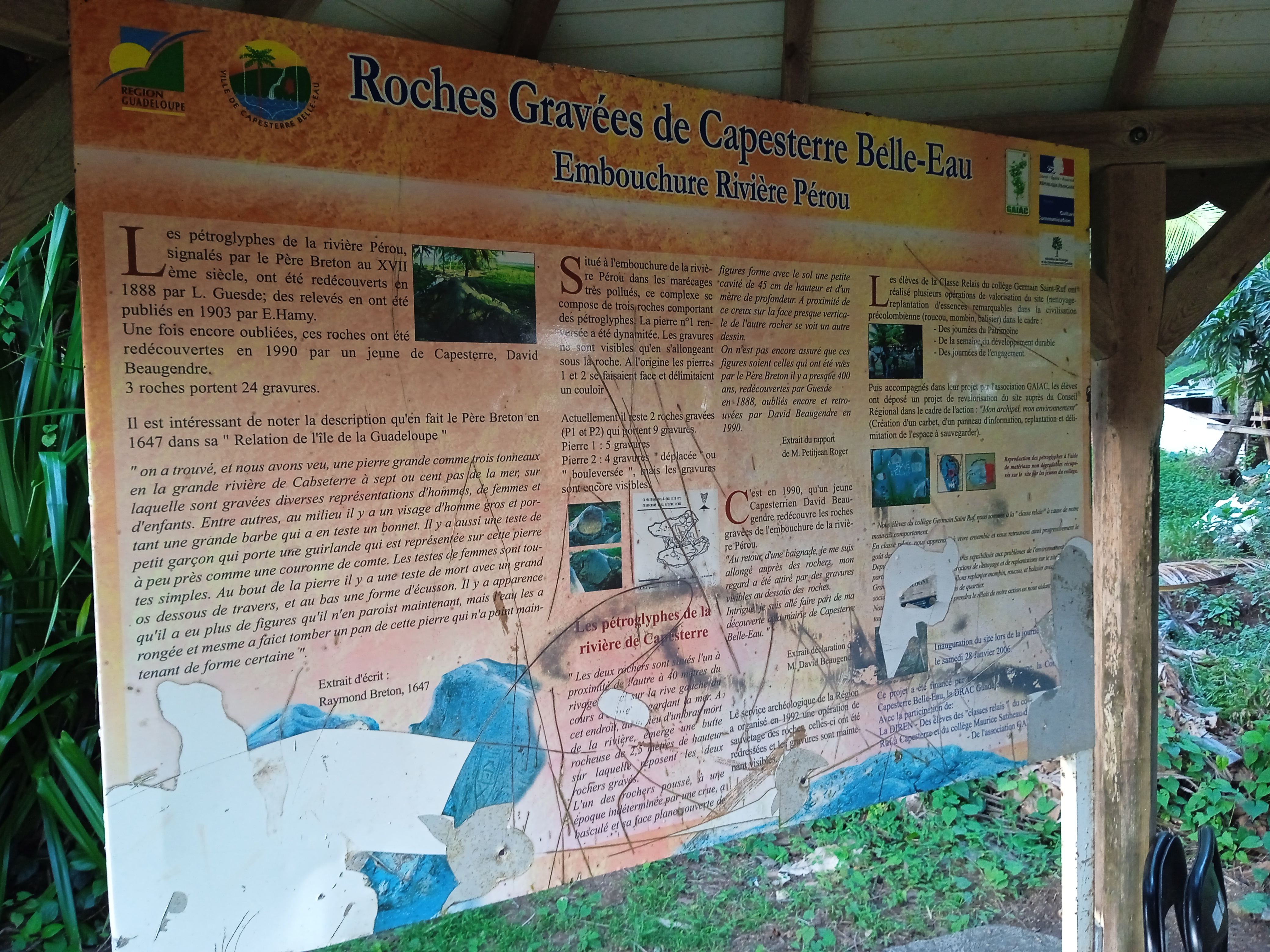
Schautafel bei den gravierten Felsen am Rivière Pérou.
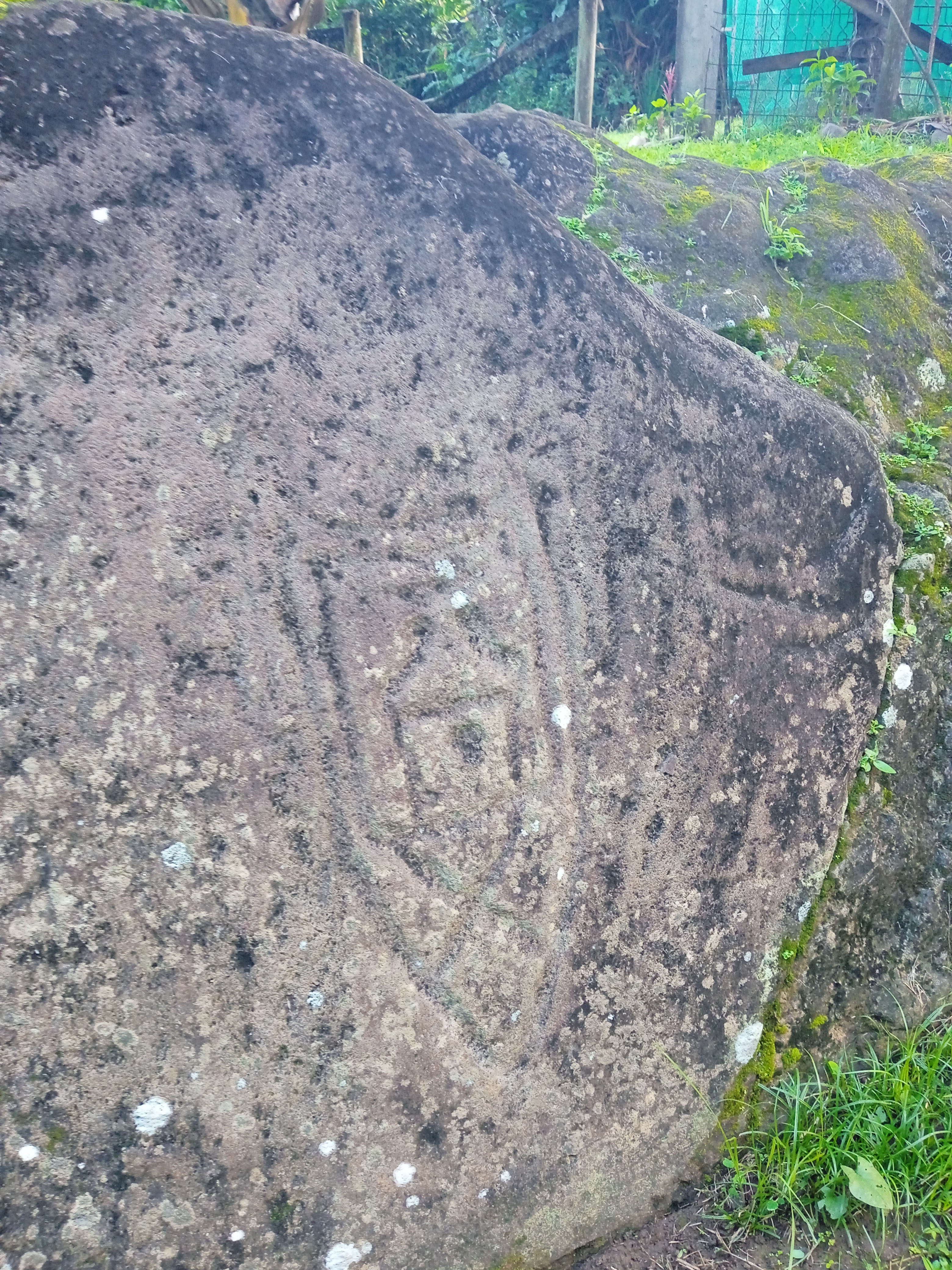
Petroglyphen
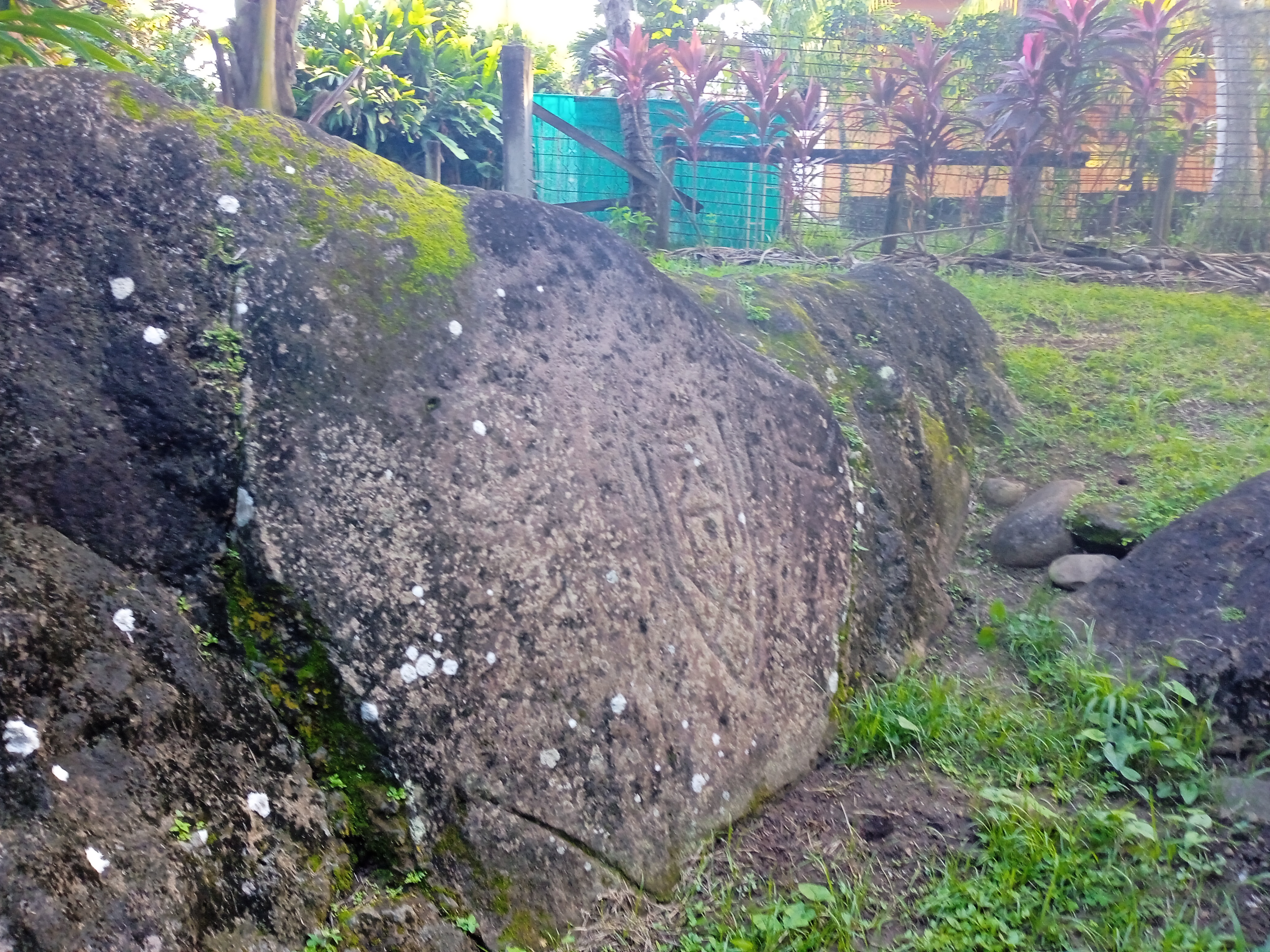
‚Korridor‘ der zwei Felsen.
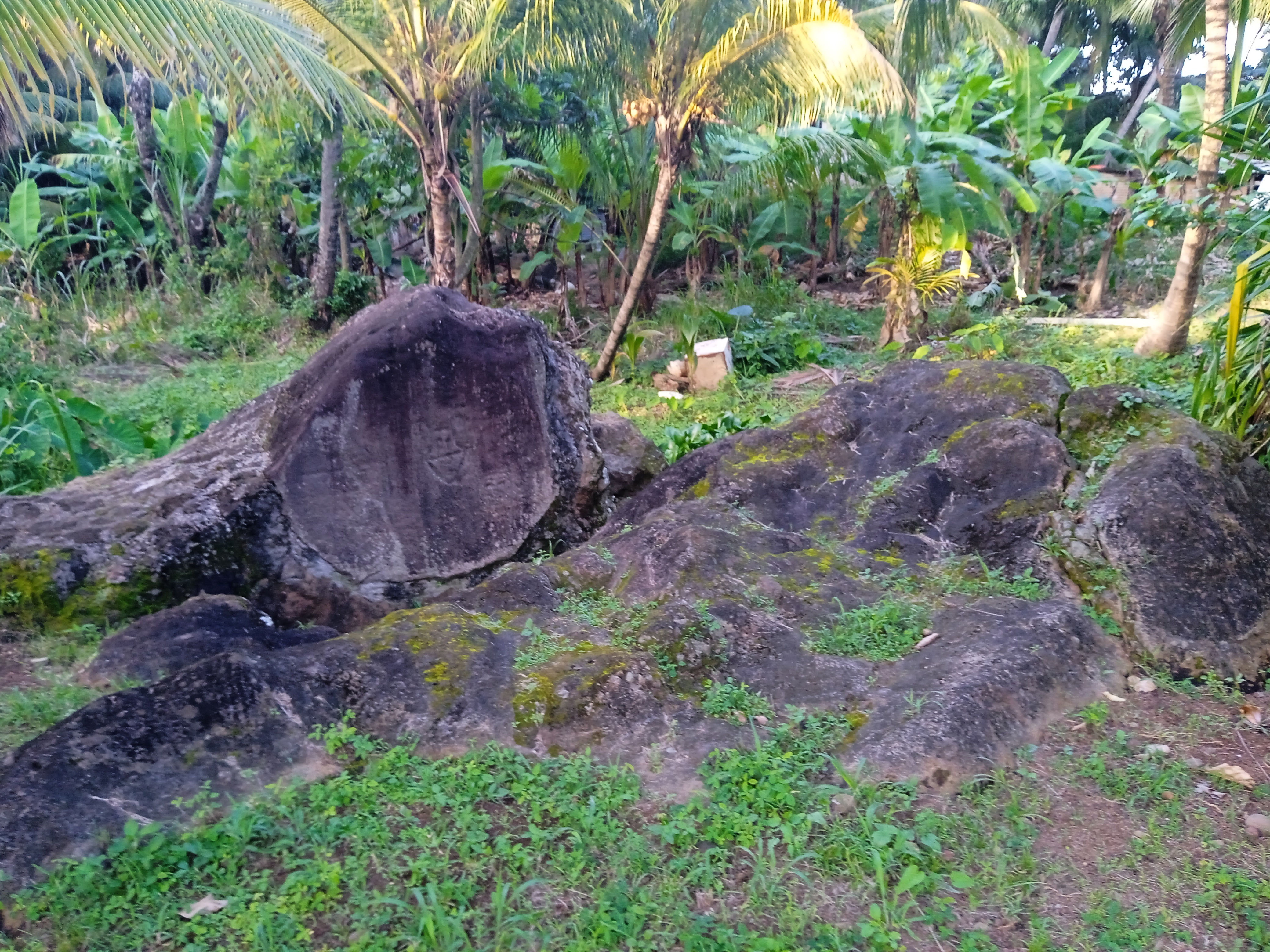
Gesamtansicht

## Geschichte
Die beiden Blöcke wurden Ende des 17. Jahrhunderts von Pater Breton bekannt gemacht. 1888 suchte Louis Guesde sie auf und fertigte zwei Aquarelle an. 1903 nahm Edouard Hamy die Gravuren auf. Doch die Felsen gerieten wieder in Vergessenheit, bis ein junger Einwohner der Stadt, David Beaugendre, sie 1990 wiederentdeckte. Die Felsen waren übereinandergestürzt, wahrscheinlich aufgrund von Steinbrucharbeiten zu Beginn des 20. Jahrhunderts, so dass die Gravuren nicht mehr sichtbar waren.